# 谢厷
谢厷，一作謝宏，孙吴大臣。為人善辯又有計術，官至黃門侍郎。

## 生平

### 出使高句麗
嘉禾三年（234年），谢厷與中書陳恂等奉命出使高句麗，封其王宮為單于。但谢厷派出校尉陈奉去拜见王宫时，王宫就已经收到魏国幽州刺史的指示，让他擒拿吴国使者。結果谢厷直接脅持了王宫派来的笮咨、带固等三十餘人，以他們為籌碼與王宫對質，使王宫道歉并獻上馬匹賠禮。連带着詔書與赏赐一起送给王宫，随后带着80匹马返回吴国。

### 維護忠臣
校事呂壹操弄威柄，接連誣陷丞相顧雍、左將軍朱據等，皆遭禁制。於是謝厷巧言說服呂壹，指出顧雍被罷免後，丞相之位很大機會由太常潘濬接任。其人性格剛直，被呂壹所忌憚，結果呂壹放棄繼續誣告顧雍。

### 上陳國事
赤烏年間谢渊、谢厷各自陳述事宜，建議改變一些政策，為國家興利，孫權將此事下交陸遜審定。陸遜則回答：“國家強盛取決於民力，財貨也出自民眾。民富而國弱，民貧而國強，這種事從古未有。故此治理國家者，得到民心則國家得治，失去民心則國家有亂。如果不讓人民得到利益，而想讓他們竭力效勞，實在難於做到。”